# Зафер, Хайдар
Хайдар Зафер (тур. Haydar Zafer) — турецкий борец вольного и греко-римского стилей и тренер. Чемпион мира по вольной борьбе.

Младший брат Нуреттина Зафера, чемпиона мира 1951 года по вольной борьбе.

## Спортивные результаты
- Чемпион мира по вольной борьбе (1951).
- Выступал на Олимпийских играх 1952 года в Хельсинки в турнире борцов вольного стиля (5 место).
- Выступал по греко-римской борьбе: в 1953 и 1955 годах принимал участие в международных матчевых встречах Турция—Швеция и на чемпионате мира 1955 года в Карлсруэ (11 место).

## Тренерская карьера
После ухода из активной борьбы много лет работал тренером в Haliç Wrestling Club. 

## Интересные факты
Хайдар Зафер и Нуреттин Зафер являются первыми в истории борьбы родными братьями, ставшими чемпионами мира, в том числе на одном чемпионате. В следующий раз чемпионами мира на одном чемпионате стали:
 
- по греко-римской борьбе в 1973 году — братья-близнецы Юзеф Липень и Казимеж Липень.

- по вольной борьбе в 1982 году — братья-близнецы Анатолий Белоглазов и Сергей Белоглазов.

## Память
В Дюздже проводится турнир по вольной борьбе среди юношей памяти Нуреттина и Хайдара Заферов.